# Fraunberg
Fraunberg è un comune tedesco di 3 309 abitanti, situato nel land della Baviera.